# Obelophorus
Obelophorus is een vliegengeslacht uit de familie van de roofvliegen (Asilidae).

## Soorten
- O. landbecki (Philippi, 1865)
- O. terebratus (Macquart, 1850)